# Genevieve Dinand
Geneviève Dinand, besneta d'Émile Allix (metge i amic de Victor Hugo), (Baugé (Maine i Loira), 10 d'agost, 1927 - Bois-Colombes (Alts del Sena), 14 de novembre, 1987), va ser una pianista francesa.

## Biografia
Geneviève Dinand, es va casar amb Jean-Pierre Eustache, quan aquest era professor de flauta al conservatori de Grenoble.
Geneviève Dinand va començar a tocar el piano als 5 anys. Va ingressar al Conservatori de París l'any 1946 a la classe del prestigiós mestre Marcel Ciampi. Va guanyar un primer premi de piano i una medalla de solfeig. Després va aprovar el concurs de professora de piano al conservatori de Grenoble.
Va participar en tres concursos internacionals de piano i va arribar a la final en dos dels tres. Deixa Grenoble per seguir el seu marit, aquest últim sent nomenat flautista a l'Òpera de París. Va passar la resta de la seva carrera al Conservatori d'Orleans com a professora de piano i concertista a la ciutat.
Va morir poc després de la seva jubilació, el 14 de novembre de 1987, d'un tumor cerebral.

## Algunes dates
- 1937 - Guanyadora del Concurs Internacional Léopold Bellan
- 1943 - Entra a l'École Normale de Musique de París dirigida per Alfred Cortot.
- 1944 - Llicència en concert de música de cambra a l'École Normale de Musique.
- 1945 - Llicència d'ensenyament a l'École Normale de Musique.
- 1946 - Ingressa al Conservatori Nacional Superior de Música de París
- 1949 - 2n premi piano interpretant Ondine de Ravel.
- 1950 - 1r premi de piano amb la Kreisleriana de Schumann.
- Medalla de teoria musical.
- Designat per concurs estatal, professor de piano al Conservatori de Grenoble.
- Nombrosos concerts en solitari amb l'Orquestra Simfònica de Grenoble sota la direcció d'Eric-Paul Stekel.
- 1953 - Francès 1r. graduat del Concurs Internacional de Piano Bolzano (Concurs Internacional de Piano Ferruccio-Busoni).[2]
- 1959 - 1r. Diploma honorífic al Concurs Internacional de Barcelona.
- Semifinalista al Concurs Internacional de Rio de Janeiro.[3]
- 1961 - Nomenat per concurs estatal, professor al "Conservatoire National d'Orléans" fins a la seva jubilació el 1987.
- Nombrosos concerts solistes amb l'Orquestra Simfònica d'Orléans sota la direcció successiva de René Berthelot i Claude-Henry Joubert.
- Va treballar de manera independent amb els mestres Robert Casadesus, Jacques Février, Bela Siki (Suïssa), Marie-Aimée Warrot (EUA), durant la preparació de Concursos Internacionals.